# 遠州鉄道細江営業所
遠州鉄道細江営業所（ほそええいぎょうしょ）は、遠州鉄道（遠鉄バス・遠鉄観光）の営業所の一つ。浜松市内を主に管轄する。2023年10月1日ダイヤ改正から運行系統図が三方原営業所と共通化されている。

## 現行路線

### 気賀三ヶ日線
- 40：浜松駅 - 尾張町 - 市役所南 - 浜松北高 - 葵町 - 追分 - 姫街道車庫（土日祝日の一部便）
- 40：浜松駅 - 尾張町 - 市役所南 - 浜松北高 - 葵町 - 追分 - 姫街道車庫 - 聖隷三方原病院（平日の一部便）
- 40：浜松駅 - 尾張町 - 市役所南 - 浜松北高 - 葵町 - 追分 - 姫街道車庫 - 聖隷三方原病院 - 気賀駅前
- 40：浜松駅 - 尾張町 - 市役所南 - 浜松北高 - 葵町 - 追分 - 姫街道車庫 - 聖隷三方原病院 - 三ヶ日車庫
- 気賀駅前→聖隷三方原病院→姫街道車庫→追分→葵町→浜松北高→浜松聖星高校→根上り松（平日開校日のみ運行）
  - かつては気賀高校前行き、三ヶ日高校行きがあった（両校共県立浜松湖北高校に統合され廃校になった為、2015年3月31日限りで運行終了）。また、国民宿舎(奥浜名荘)行き、かんぽの宿行き、レークプラザ行きもあった(かんぽの宿行き、レークプラザ行きは2013年3月15日で廃止)。さらには、平日の朝のみ59市役所、山の手経由気賀駅前行きがあった。(50医科大学系統の方向幕はあずき地に白文字であるが、気賀駅前行きは他の路線と同じものであった。)この系統のみ細江営業所が担当していた。
  - 三ヶ日発着便は、気賀駅前を経由しない。三ヶ日行きのバス車内ではこの旨がアナウンスされる。
  - 三ヶ日車庫系統は事業者単独では路線維持が困難なことから、国（地域間幹線系統確保維持費国庫補助金）・県（バス運行対策費補助金）の補助を受けて運行している。
  - 気賀小児童輸送のため、平日開校日の朝一便ずつ、奥大谷発気賀駅前行及び老ヶ谷発気賀駅前行がある。
  - 2015年3月31日までは、22時以降に浜松駅を出発する下りバスのみ、ゆりの木通り、高町を経由した。
  - 2009年3月13日までは、全便高町経由であり、40と案内されていたが、その後は誤乗防止のためか番号が消去されていた。
  - 「練武館」が「本陣前公園」に名称変更されている。
  - 「下気賀ガード下」が「下気賀」に名称変更されている。
  - 「北部公民館」が「北部協働センター」に名称変更されている。
  - 「市役所前」が「市役所南」に名称変更されている。
  - 2023年12月27日：行政区再編に伴い、「三ヶ日協働センター」を「浜松市三ヶ日支所」に名称変更。

### 高台線
- 41：浜松駅 - ゆりの木通り - 市役所南 - 浜松北高 - 葵町 - サニーサイドガーデン東 - 花川運動公園
- 41：浜松駅 - ゆりの木通り - 市役所南 - 浜松北高 - 葵町 - 花川運動公園
- 41：浜松駅 - ゆりの木通り - 市役所南 - 浜松北高 - 葵町 - 基地北門 - サニーサイドガーデン東 - 花川運動公園（平日2往復、土日祝1.5往復のみ）
  - かつては吉野線という路線名で運行されていた。その後 70 笠井線との浜松駅通過系統として 41 70 笠井高台線となり、笠井方面と直通運転していた。この時には花川～浜松駅～笠井～山東間の長距離路線も存在した。
  - 以前は夏季に、北部水泳場経由（基地北門は経由しない）便が存在した。
  - 現在はわずかに笠井方面との直通便があるが、ダイヤ改正により70→75・76の転換が行われたため、75や76とも直通している。
  - 昭和50年代後半には聖隷三方原病院行きの便も存在した。
  - かつては48（現:和合西山線）も笠井高台線（西山系統）として41・48⇔70の運行であった。
  - 瑞穂橋より先の区間は浜松駅を19:30以降に出発する便に限り、フリー降車が可能である。

### 引佐線
- 43：浜松駅 - ゆりの木通り - 市役所南 - 浜松北高 - 葵町 - 浜松北高 - 追分 - 三方原 - 根洗 - 金指 - 気賀駅前
- 43：浜松駅 - ゆりの木通り - 市役所南 - 浜松北高 - 葵町 - 追分 - 三方原 - 根洗 - 聖隷三方原病院（一部便のみ）
- 43：浜松駅→ゆりの木通り→市役所南→浜松北高→葵町→追分→三方原→聖隷クリストファー中・高等学校→聖隷クリストファー大学→聖隷三方原病院（平日開校日1便のみ）
  - 2003年までは他路線と同様に高町経由だった。
  - 2009年（平成21年）6月4日：「聖隷クリストファー高校」バス停を、「聖隷クリストファー中・高等学校」に名称変更。
  - 2022年10月1日ダイヤ改正での伊平線廃止に伴い、一部便が振り替えられている。
  - 気賀駅前系統は事業者単独では路線維持が困難なことから、国（地域間幹線系統確保維持費国庫補助金）・県（バス運行対策費補助金）の補助を受けて運行している。
  - 聖隷クリストファー中・高経由聖隷三方原病院行は聖隷クリストファー中・高等学校から先の区間は降車専用となる。
  - 「引佐高校前」が「浜松湖北高校」に名称変更されている。
  - 「祝田北」が「ベル21」に名称変更されている。
  - 「気賀高校前」が「岡地」に、その後「浜松みをつくし特別支援学校」に名称変更されている。

### 奥山線
- 45：浜松駅 - ゆりの木通り - 市役所南 - 浜松北高 - 葵町 - 追分（ - 聖隷三方原病院） - 浜松湖北高校 - 井伊谷 - 奥山
  - 本路線は事業者単独では路線維持が困難なことから、国（地域間幹線系統確保維持費国庫補助金）・県（バス運行対策費補助金）の補助を受けて運行している。
  - 下りにおいて、小斉藤→奥山間は降車専用となる。
  - 平日日中のみ聖隷三方原病院を経由する。
  - 平日朝1便のみ井伊谷発浜松駅がある。
  - 神宮寺より先の区間は浜松駅を20時以降に出発する便に限り、フリー降車が可能である。

### 都田線
- 46：浜松駅 - ゆりの木通り - 市役所南 - 葵町 - 曳馬野 - 都田口 - 常葉大学正門 - 都田 - 都田駅前（平日（上りは開校日）のみ運行）
- 46：浜松駅 - ゆりの木通り - 市役所南 - 葵町 - 曳馬野 - 都田口（ - 常葉大学正門） - 都田 - 都田車庫（都田駅前寄らず）
- 46-ﾃ：浜松駅→ゆりの木通り→市役所南→葵町→曳馬野→都田口→テクノ中→都田車庫→都田駅前
- 46： 都田駅前→都田車庫→テクノ中→曳馬野→葵町→ゆりの木通り→浜松駅
  - 都田駅前行と都田車庫行（常葉大学正門経由を除く）の都田より先の区間は降車専用となっている。
  - テクノ経由都田駅前行の都田車庫から先の区間は降車専用となっている。
  - テクノ系統の都田南小学校→沢上口間は浜松駅を19:30以降に出発する便に限り、フリー降車が可能である。なお、テクノ中→沢上口間は56萩丘都田線と重複しているが56萩丘都田線ではフリー降車が設定されていない。

### 泉高丘線
- 51：浜松駅 - 伝馬町 - 市役所前 - せいれい病院 - 和合町 - 泉四丁目 - 本田技研 - イオンタウン浜松葵 - 姫街道車庫

## 廃止路線

### 伊平線
- 44：浜松駅 - ゆりの木通り - 市役所南 - 葵町 - 追分 - 三方原 - 根洗 - 金指 - 井伊谷 - 伊平
- 44：浜松駅 - ゆりの木通り - 市役所南 - 葵町 - 追分 - 三方原 - 根洗 - 金指 - 井伊谷宮前 - 井伊谷 - 伊平

浜松湖北高校までは引佐線、井伊谷までは奥山線と同一ルートを走り、県立浜松湖北高校の通学輸送、ローランド本社工場への通勤や出張客などの輸送を担う。2020年9月30日までは渋川線と呼称していた。なおかつ2006年3月までは線名の由来となった渋川温泉行きがあった。途中竹平～田沢の区間は隣接する愛知県新城市のコミュニティバスSバス長篠山吉田線に乗り換えて、JR飯田線本長篠駅方面へ行くことも可能であった。
- 運賃上限が630円になる前は、始発から終点まで行くと運賃が1000円を超えていた(JR東海バスからの引き継ぎで北遠本線が立ち上がる前は、当路線が遠鉄バス全路線を通じて一番運行距離が長かった)。
- ある時期まで、渋川線も奥山線と同じ系統番号45であった。
- 一時期、東久留女木新田を経由する便や、おそ渕から川合渕を経由して渋川方面に向かう便が存在した。
- 2016年7月16日から一部便において経路変更し、井伊谷宮前（龍潭寺最寄）を経由するようになった（2017年のNHK大河ドラマ『おんな城主 直虎』が放送されたことによる）
- 2019年9月末をもって、朝の渋川儀光発の1便を除き、伊平以北の運行を取り止めた[2][3]。
- 2020年10月より渋川線から伊平線に路線名が変更された。
- 2021年4月1日、朝1便のみ存在していた渋川儀光発浜松駅行きが廃止され、名実共に渋川の名が姿を消した。
- 2022年9月30日、浜松駅19:00発の最終便をもって伊平線は長い歴史に幕を下ろした。
- 2022年10月1日のダイヤ改正からは浜松駅〜井伊谷間は45奥山線が運行を継続する。

## バスの設備
山道を走るため、細江営業所のバスにはツーステップバスにもバックモニターが設置されている。
また、冬は雪が降ることがあるので、車内には雪道のチェーンが備えられている。（天竜営業所と同様）

## 車両
細江営業所は1990年代前半まではいすゞ車のみであったが、1990年代後半より三菱ふそう車が納入される様になり、三菱ふそう車の方が比率が高くなった。のちに日野車の導入も開始され、現在は三菱ふそう、日野、いすゞの各メーカーのバスが在籍している。

## 事件
バスジャック事件
2011年3月2日、浜松駅バスターミナル15番のりばにて発車待ちをしていた40気賀三ヶ日線の気賀駅前ゆきバス(KC-MP747Mの35号車)がバスジャックされた。約30分後に奥大谷バス停で犯人は逮捕され、けが人はいなかった。「バスジャック」の「主なバスジャック事件」の「日本」の項も参照。